# West Point (Arkansas)
West Point est un village situé dans l’État américain de l'Arkansas, dans le comté de White.